# 北部製糖
北部製糖株式会社（ほくぶせいとう）は砂糖の製造を行う製糖会社。沖縄県浦添市に本社を置く。
2011年現在の筆頭株主は三井物産であり、三井グループの三井製糖に砂糖製品生産の多くを委託している。沖縄県内で三井製糖のブランドである『スプーン印』で砂糖の販売を行っている。
現在は精製糖生産事業からは撤退し、特殊加工糖や黒糖の生産を行っている。1974年から1993年まではウナギ養殖事業も行っていた。

## 沿革
- 1959年（昭和34年）7月 - 会社設立。
- 1998年（平成10年）9月 - 原料糖部門を球陽製糖株式会社へ営業譲渡する。
- 2001年（平成13年）4月 - グラニュ糖及び上白糖を㈱ケイ・エス（現三井製糖）に委託生産される。
- 2003年（平成15年）4月 - 三温糖他色物糖を㈱ケイ・エスに委託生産し、これにより精製糖生産事業から撤退し、特殊加工糖事業に特化する。
- 2007年（平成19年）12月 - 加工糖の製造についてISO22000：2005を認証取得。
- 2009年（平成21年）7月 - 創業50周年。

## 関係会社
- 西表糖業株式会社
- 有限会社ホクトーサービス
- ゆがふ製糖株式会社